# Куляш Денис Владиславович
Денис Владиславович Куляш (рос. Денис Владиславович Куляш; 31 травня 1983, м. Омськ, СРСР) — російський хокеїст, захисник. Виступає за «Авангард» (Омськ) у Континентальній хокейній лізі.  
Вихованець хокейної школи «Авангард» (Омськ). Виступав за ЦСК ВВС-2 (Самара), ЦСКА (Москва), «Динамо» (Москва), «Авангард» (Омськ), «Ак Барс» (Казань).
У чемпіонатах КХЛ — 332 матчі (69+83), у плей-оф — 55 матчів (7+10).
У складі національної збірної Росії учасник чемпіонату світу 2006 (7 матчів, 3+1). 
Досягнення
- Володар Кубка європейських чемпіонів (2006)
- Учасник матчу усіх зірок КХЛ (2009, 2011, 2014).